# Johan Absalonsen
Johan Hindsgaul Absalonsen (født 16. september 1985) er en dansk fodboldspiller, der spiller for den danske Superliga-klub SønderjyskE. Han spiller oftest som angriber eller venstre midtbane.

## Klubkarriere

### Brøndby IF
Absalonsen kom til Brøndby i januar 2003.
Johan var bl.a. med til at vinde en stor international turnering i Tyskland, hvor Johan viste sit værd med tre scoringer.
Den 6. januar 2004 forlængede Johan sin kontrakt med Brøndby indtil december 2006.
Den 9. maj 2004 scorede Johan sit første superliga-mål nogensinde, da han sikrede Brøndby et 1-1 resultat imod OB.
Absalonsen har tidligere spillet i Flemløse, Glamsbjerg og B1913 og fik sit gennembrud hos Brøndby IF, hvor han var med til at vinde Superligaen og Landspokalturneringen i 2005.

### Odense Boldklub
Johan skiftede i sommeren 2006 til Odense Boldklub på en 3-årig kontrakt, hvor han fik trøjenummeret 11. Han scorede sit debutmål for OB den 5. november 2006. I pokalfinalen 2006-07, blev han kåret til pokalfighter for OB, der også vandt finalen 2-1. I december 2008 blev han kåret som den hurtigste spiller i Superligaen.
Johan var i flere omgangen rygtet til både Premier League, Serie A, Æresdivisionen og Bundesligaen, men valgte dog alligevel at blive i Superligaen.
I april 2010 fik Johan et rødt kort, da han svinede en linjedommer til i en Superliga-kamp imod AaB.
I november 2009 underskrev Johan en ny 1-årig kontrakt med OB.

### FC København
Johan Absalonsen skiftede den 14. januar 2011 til F.C. København på en fri transfer. Han skrev en kontrakt med klubben, som varede frem til den 30. juni 2013. I foråret 2012 blev Johan udlejet til AC Horsens. I Johans kontrakt, var der også en købsoption.

### SønderjyskE
Efter at havde være udlejet til AC Horsens i foråret 2012, blev han i slutningen af august 2012 solgt til SønderjyskE, hvor han havde underskrevet en aftale der var gældende de næste 2½ år. Han endte med at blive i klubben indtil sommeren 2017.

### Adelaide United
I juli 2017 skrev Absalonsen under på en etårig kontrakt med den australske klub Adelaide United.

### Retur til Sønderjyske
Absalonsen vendte tilbage til Danmark af familiære årsager, hvor han atter optrådte for Sønderjyske fra maj 2018. Han skrev i den forbindelse under på en etårig kontrakt.
I slutningen af maj 2019 skrev Absalonsen under på en etårig forlængelse af sin kontrakt, der ellers stod til at udløbe ved udgangen af juni samme år. Han skrev medio maj 2020 under på en ny halvårig kontrakt, der løb frem til årsskiftet.

## Landsholdskarriere
Johan Absalonsen fik sin landsholdsdebut den 14. november 2009, hvor han blev skiftet ind i en venskabskamp mellem Danmark og Sydkorea. Spillede anden halvleg for Danmark mod USA d. 18 november 2009, hvor han scorede 1 mål efter 1 minut af anden halvleg, lavede en målgivende aflevering til Søren Rieks efter 6 minutter af 2. halvleg.

## Titler

### Klub
F.C. København
- Superligaen: 2010-11
- DBU Pokalen: 2012
- Superligaen: 2012-13

SønderjyskE
- Sydbank Pokalen: 2020